# Треус Тетяна Андріївна
Тетяна Андріївна Треус (1928, тепер Полтавської області — ?) — українська радянська діячка, новатор сільськогосподарського виробництва, ланкова колгоспу імені Чкалова Лохвицького району Полтавської області. Депутат Верховної Ради УРСР 6-го скликання.

## Біографія
Народилася в селянській родині.
З 1950-х років — ланкова колгоспу імені Чкалова села Бербениці Лохвицького району Полтавської області.

## Нагороди
- ордени
- медалі